# 예천 초간정
예천 초간정(醴泉 草澗亭)은 대한민국 경상북도 예천군 용문면에 있는 조선시대의 정자이다. 2013년 4월 8일 경상북도의 유형문화재 제475호로 지정되었다.

## 개요
최초의 백과사전『대동운부군옥』을 지은 초간 권문해(1534∼1591) 가 세운 것으로 심신을 수양하던 정자이다.
권문해는 우리나라에서 처음으로 백과사전류인 『대동운부군옥』 20권을 지어 국사 연구에 귀중한 자료를 남겨 놓았다.
정자는 조선 선조 15년(1582)에 처음 지었고, 선조 25년(1592) 일어난 임진왜란 때 불타 없어졌다. 광해군 4년(1612)에 고쳐 지었지만 인조 14년(1636) 병자호란으로 다시 불타 버렸다. 지금 있는 건물은 선생의 원고 등을 보관하기 위해 고종 7년(1870) 후손들이 기와집으로 새로 고쳐 지은 것이다.
앞면 3칸·옆면 2칸 규모로, 지붕은 옆면에서 볼 때 여덟 팔(八)자 모양을 한 팔작지붕이다. 앞면 왼쪽 2칸은 온돌방을 배치하고 나머지 4칸은 대청마루로 4면에 난간을 설치해 두었다. 임진왜란·병자호란의 양란을 겪으면서 초간정사의 현판이 정자 앞 늪에 파묻혀 있다는 전설이 전해졌는데, 신기하게도 늪에서 오색무지개가 영롱하여 현판을 잃고 근심하던 종손이 파보았더니 현판이 나왔다고 한다.
초간정은 기암괴석과 주변의 경관이 조화를 이루어 관광지로도 각광을 받고 있다.

## 현지 안내문
이 건물은 『대동운부군옥』을 저술한 초간 권문해가 세우고 심신을 단련하던 곳이다.
조선 선조 15년(1582)에 처음 지어진 이 건물은 임진왜란 때 불타 버린 것을 중건하였으나 인조 14년(1636)에 다시 불타는 등 수난을 거듭했는데, 지금의 건물은 초간의 현손이 1870년 중창한 것으로 기암괴석과 주변의 경관이 조화를 이루어 관광지로 각광을 받고 있다.
정자에는 사주문을 통하여 들어가며 뒤쪽과 오른쪽은 절벽을 이루고 있다. 자연기단 위에 주초를 놓고 네모기둥을 세운 정면 3칸 측면 2칸의 겹처마 팔작집이다. 정면 3칸 중 앞편의 좌측 2칸은 온돌방을 배치하고 나머지 4칸은 통칸의 대청으로 우물마루를 깔았으며 측면은 사면으로 난간을 설치해 두었다.

## 같이 보기
- 권문해
- 예천 초간정 원림 - 명승 제51호

## 참고 자료
- 예천 초간정 - 국가유산청 국가유산포털